# Lunds stadsbuss

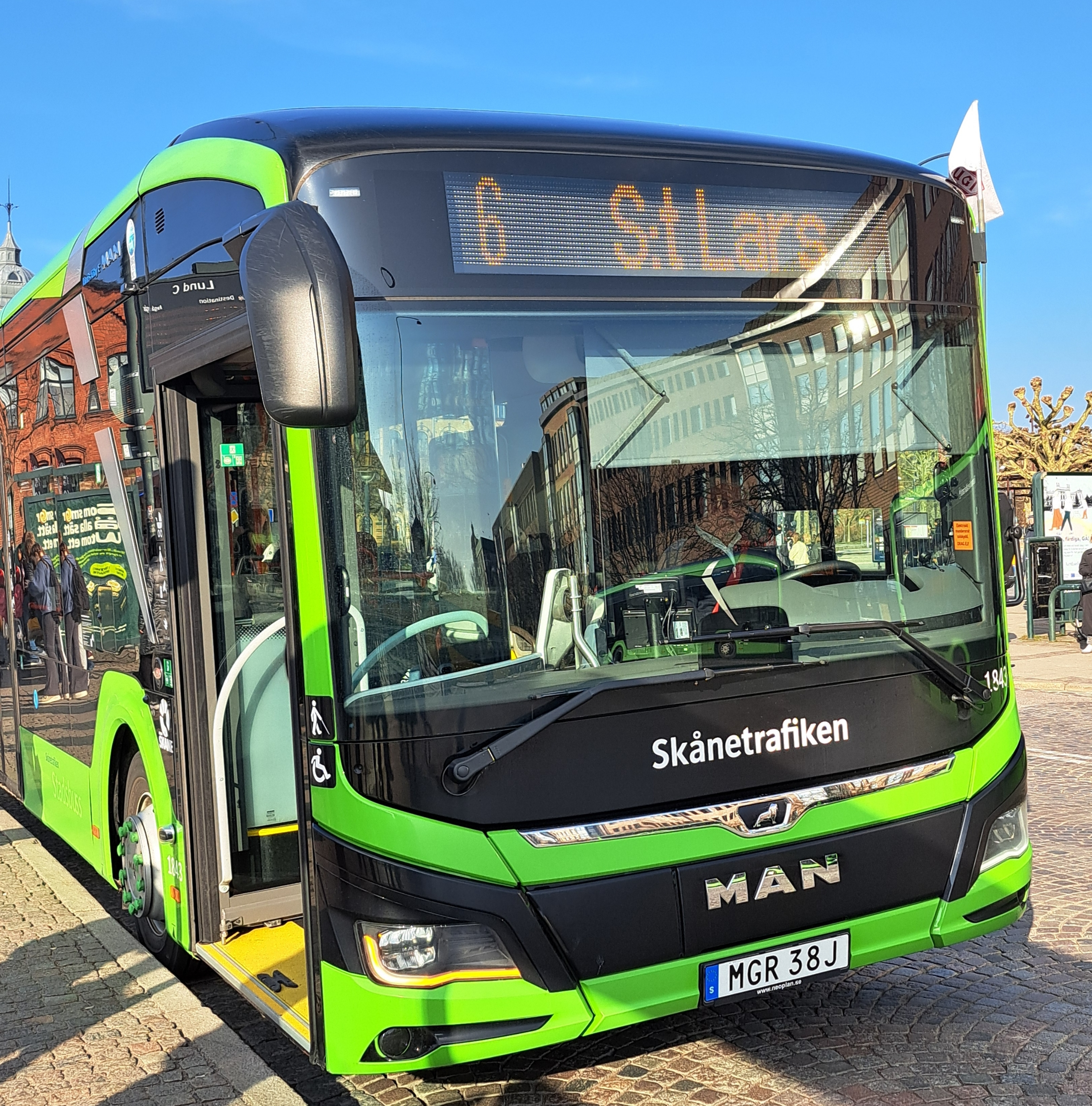
Buss på Läge F på Lund Centralstation.

Lunds stadsbuss ingår i Lunds stadstrafik tillsammans med Lunds spårväg, vilket är namnet på kollektivtrafiken i Lund. Skånetrafiken ansvarar för linjenätet i Lund och i övriga Skåne. Sedan augusti 2023 drivs den dagliga driften av stadstrafiken i Lund av Keolis. Förutom sex huvudlinjer med hög turtäthet finns drivs även en sjunde linje inom stadstrafiken till Stångby. Hela stadsbussflottan är helt elektriskt driven.

## Historia
Lund fick 1927 sina första stadsbussar, vilka levererades av Tidaholms bruk. Busstrafiken sköttes av aktiebolaget Stadsomnibussarna i Lund. Den 1 december startade trafiken, och det fanns en linje: Sankt Lars - Stortorget - Monumentet/Smörlyckan. Sankt Lars är därmed Lunds äldsta ändhållplats, och har sedan dess trafikerats utan avbrott. År 1933 gick Stadsomnibussarna i Lund i konkurs, och trafiken togs över av Andersson och Mårtensson. År 1939, innan andra världskrigets utbrott, fanns tre linjer, Sankt Lars - Stortorget - Smörlyckan/Tunaområdet, Monumentet - Stortorget - Vipeholm samt Stortorget - Erikslund/Folkets Park - Värpinge.
År 1941 tog AB Linjebuss över trafiken, och i början av 1940-talet, under ransoneringstiden, trafikerades Lund av endast en buss, som var utrustad med ett gengasaggregat. 1946 kom trafiken ytterligare igång och för första gången fick bussarna nummer. Utöver detta infördes två nya linjer.
År 1950 fanns fyra busslinjer, dessa var 1 Stortorget - Stationen - Monumentet, 2 (Värpinge) - Folkparken - Stortorget - Vipeholm, 3 Erikslund - Stortorget samt 4 Smörlyckan - Stortorget - Tuna - Stortorget - St Lars - Stortorget - Smörlyckan. Det var även vid denna tid bussarna blev helblå, vilket de fortsatte vara ända fram till början av 1990-talet.
År 1955 införs en femte busslinje, Kobjer - Stortorget. Redan 1956 förändras dock linjenätet rejält, bland annat förlängs linje 3 till Kobjer och linje 5 läggs om via Erikslund.
På 1960-talet växte Lund ordentligt i öster och söder, med områdena Klostergården, Klosters fälad och Östra Torn, och linje 5 lades om till att gå inom Klosters fälad, och linje 1 fick ändhållplats i början av Klostergården, i väntan på att området skulle byggas färdigt. Några år senare får Klosters fälad en egen linje i form av linje 6, Klosters Fälad - Stortorget.
År 1967, i och med högertrafikomläggningen, flyttades bussarnas knutpunkt från Stortorget till Botulfsplatsen. Flera linjer fortsatte dessutom under dessa år att förlängas, i takt med att Lund byggdes ut. Linje 6 upphörde och dess trafik togs upp av en omlagd linje 4. 1968 återuppstår dock sexan, nu mellan Sankt Lars och Botulfsplatsen, då linje 3 lades om till att starta i Nilstorp. 1969 infördes busslinje 1A till Östra Torn.
I början av 1970-talet drogs ordinarie linje 1 till Östra Torn, och 1A lades ner, linje 4 förlängdes i norr och linje 1 började gå hela vägen till Klostergårdens centrum. Dessutom infördes linje 2A till nybyggda Linero (nedre). 1971 förlängdes linje 2 till Linero övre. 2A lades ner redan 1972, då ordinarie tvåan förlängdes dit. Även linje 6 förlängs till Linero och 4 drogs längre på Norra Fäladen allteftersom området växte. Då Nöbbelöv började byggas utsträcktes linje 3 dit.
År 1980 infördes två nya busslinjer, linje 7 och 8. Dessa var menade som snabbussar och gick Vallkärra kyrka - Nöbbelövs torg - Botulfsplatsen samt (Gunnesbo) Alfa Laval - Mobilia - Polhemsskolan - Botulfsplatsen. Åttan förlängdes efter ett år till Linero, för att tillhandahålla enkel transport för skolbarn till Järnåkraskolan. 1983 lades dock åttan ner, och ersattes mellan Botulfsplatsen och Linero av sjuan, och till Gunnesbo av en förlängning av fyran. Sjuan förlängdes 1984 till Stångby, och ersatte därmed regionbusslinjen 169. 1986 förlängdes fyran till den nyinvigda Gunnesbo station.

År 1987 infördes två nattbusslinjer på prov, 91 och 94, dessa blev en succé och kom senare att bli 91, 92, 93, 94 och 95, och gå under lågtrafik. År 2003 lades de ner och ersattes av förlängningar i det ordinarie linjenätet. 1987 infördes även hållplatsskyltar med destinationsinformation.

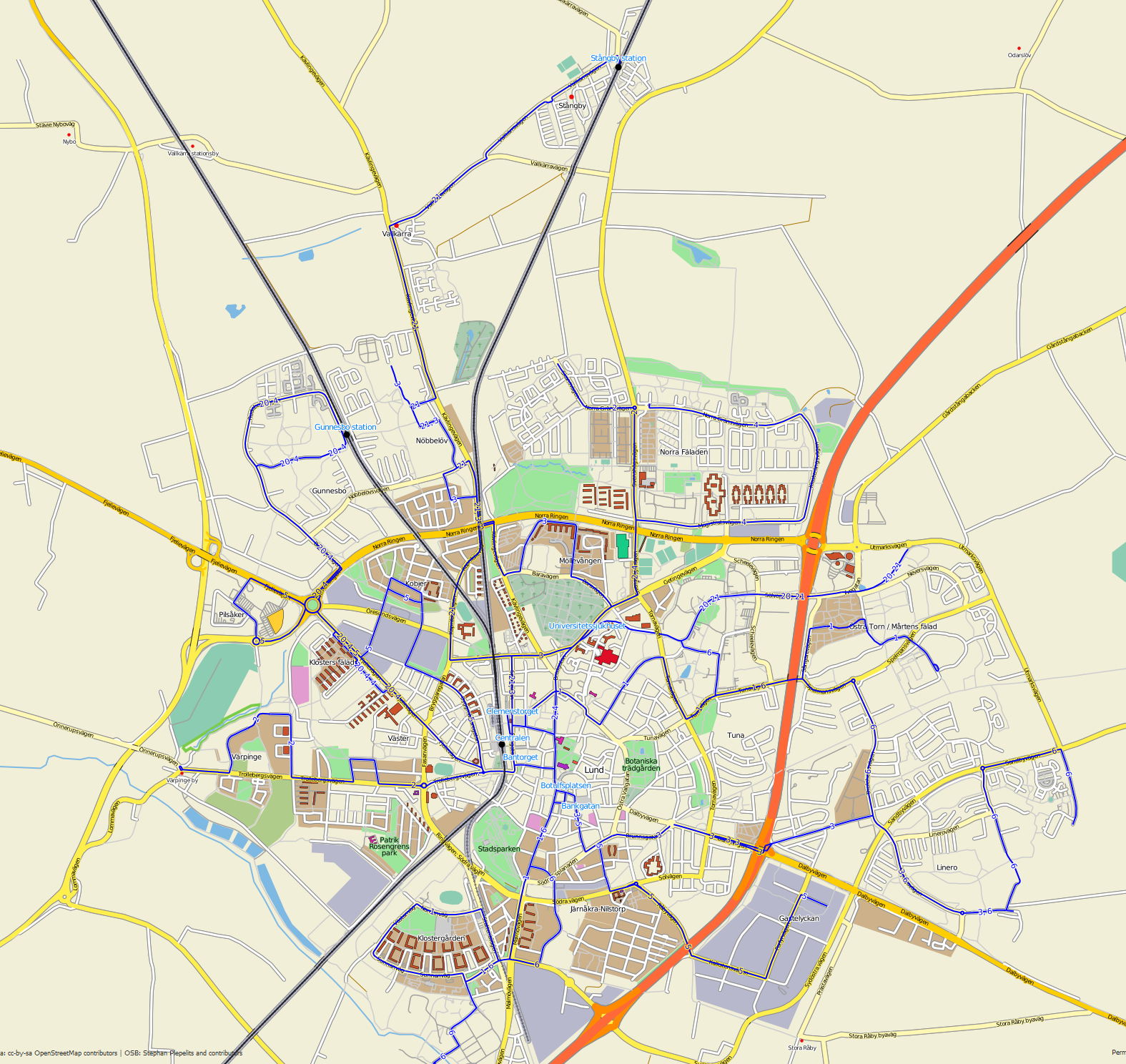
Karta över Lunds stadsbusslinjer 2010. Inkluderade ej servicelinjer 10, 11, 12

1990 infördes den första servicelinjen, en linje som kördes med mindre bussar på mindre gator, i ambition att bli mer lättillgängliga för handikappade eller äldre. Denna linje fick nummer 10, och gick Rådmansvången - Papegojelyckan - Botulfsplatsen - Lasarettet - N Fäladen. Den kom senare att få sällskap av linje 11, Klostergården St Lars - Botulfsplatsen - Lasarettet - Galjevången - Linero, år 1994 då Swebus tog över servicelinjetrafiken och 12, Universitetssjukhuset - Botulfsplatsen - Nilstorp - Vipeholm, år 2003. År 1998 tog Linjebuss, numera Transdev, över servicelinjerna.
Linjerna fortsatte under 1990-talet att byggas ut under utbyggnaden av Lund, speciellt tvåan mot Värpinge och sjuan till industriområdet Gastelyckan. Därefter gick alla tvåans turer hela vägen till Värpinge, istället för att vissa förr vände vid Folkparken.
År 1998 invigdes busslinje 20, en direktbuss Gunnesbo - Stationen - Lasarettet - LTH - Brunnshög, med avsikt att trafikera Ericssons nya lokaler vid Brunnshög i nordöstra Lund.
År 1999 tog Arriva över trafiken, och bussarna byttes ut till naturgasbussar. Undantagen var linje 20, som inte gick över till Arriva förrän 2002.
År 2003 färdigställdes Lundalänken, en bussväg mellan tekniska högskolan, lasarettet och Brunnshög, som är förberedd för spårvagnstrafik. Längs Lundalänken gick linjerna 6, 20 och regionlinje 166. Samma år lades, som ovan nämnts, lågtrafiklinjerna ner och övriga linjer anpassades till dessa förhållanden. Linje 7 lades ner och ersattes av linje 5 som förlängdes till Gastelyckan, och nya linje 21, som gick Stångby - Vallkärra - Centralstationen - Lundalänken - Brunnshög. Servicelinje 12 invigdes och ersatte bland annat Nilstorp, som förlorade sin trafik då femman lades om till Gastelyckan.

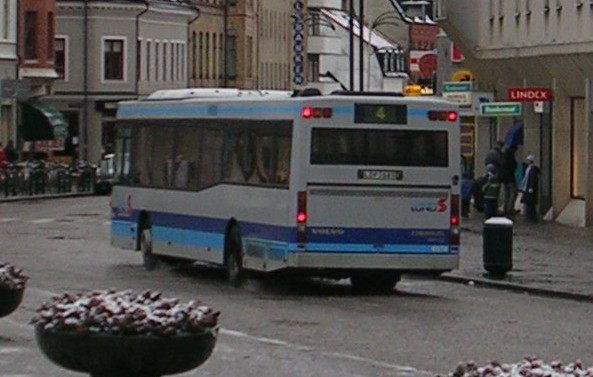
Stadsbuss 2004.

Bussarna hade under lång tid varit helblå. I början av 1990-talet fick bussarna en ny grå-blå färgsättning. Fram till den 30 april 2005 var Lunds stadsbussar gråblå och hette "Stadstrafiken i Lund". Lunds stadsbussar hade en helt egen grafisk profil. Tidtabeller, magnetkort, hållplatser med mera hade en egen utformning helt olik den som övriga skånska städer använde.
Den 1 maj 2005 tog Bergkvarabuss över de sex huvudlinjerna efter Arriva. Samtidigt utökade kommunen sitt samarbete med Skånetrafiken, man köpte in nya gröna bussar (Mercedes-Benz Citaro) i likhet med de flesta andra städer i Skåne och namnet ändrades till "Lund Stadsbuss". Hållplatsskyltarna byttes redan veckan före till Skånetrafikens standardskyltar. De nya gröna bussarna är bland annat mer handikappanpassade. De hade lågt golv och nigningsmöjlighet (något som har behållits av senare operatörer). De allra flesta bussarna drevs med naturgas. De servicelinjebussar som köptes in 1998, fyra stycken Volkswagen Kutzinits, var dock länge (efter 2008) i trafik och var i samma färg som de tidigare stadsbussarna.
I och med övergången försvann flera av de busskort som var särskilda för Lund och man fick ett likadant biljettsystem som övriga Skåne. Lunds kommun reglerade dock fortfarande prissättning, tidtabeller och linjedragning.

År 2007 infördes den första linjeomdragningen på flera år, linje 6 förlängdes till ett nybyggt område och fick ändhållplats Ringhornegränden.

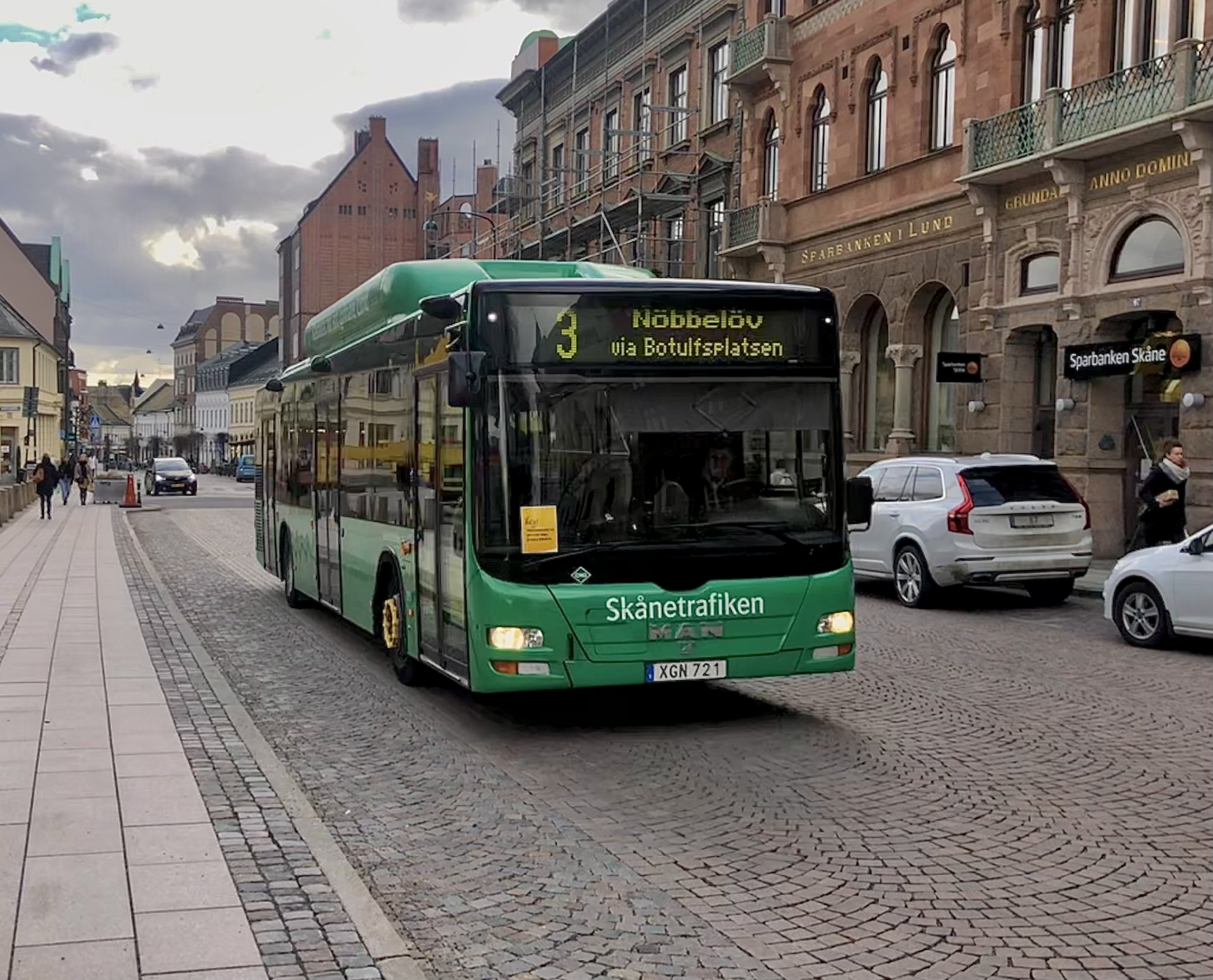
Grön stadsbuss på linje 3.

1 april 2013 tog Skånetrafiken över ansvaret för stadsbussarna i Lund från Lunds kommun. Lunds kommun behåller dock huvudansvaret för hållplatser och framkomlighet. Bergkvarabuss fortsatte som operatör fram till den 18 augusti 2013 när Nettbuss Stadsbussarna (nuvarande Vy buss), tog över.
Den 16 augusti 2015 förlängdes linje 5 med två stationer i det nybyggda området Råbylund.
År 2017 lades linje 21 ner och linje 3 övertog dess linjesträckning till Stångby via Vallkärra. Den gamla linjedragningen återkom dock vid tidtabellsskiftet 2019, då linje 21 återföddes som ett tillköp från Lunds kommun, medan linje 3 återfick sin ändhållplats på Nöbbelöv.
Inför att den nya spårvägen skulle ta över linjenummer 1 bytte busslinje 1 namn till linje 7 den 15 december 2019.
Stadstrafiken i Lund körs från 20 augusti 2023 till december 2035 av Keolis med ny eldriven bussflotta med tillhörande laddinfrastruktur.
Samma datum ändrades busslinjenätverkets huvudknutpunkt från Botulfsplatsen till Lund C, en förändring ämnad att möjliggöra smidigare byten.

## Linjenät
Det finns ungefär 150 hållplatser. Det finns sex huvudlinjer och en direktlinje.

### Huvudlinjer
Huvudlinjerna trafikeras alla dagar och under hela trafikdygnet. Alla Stadsbusslinjer går via Lund C. (Tidigare gick de förbi Botulfsplatsen också men då inte linje 7 och 21.) 
| Linje | Sträckning                                                 | Längd (km) | Turtäthet (antal turer/timme under högtrafik på vardagar) |
| ----- | ---------------------------------------------------------- | ---------- | --------------------------------------------------------- |
| 2     | Nova - Kobjer - Lund C - Värpinge by                       | 9          | 4                                                         |
| 3     | Nöbbelöv - Lund C - Botulfsplatsen - Linero                | 13         | 8                                                         |
| 4     | Norra Fäladen - Lund C - Gunnesbo                          | 15         | 8                                                         |
| 5     | Annehem - Lund C - Botulfsplatsen - Gastelyckan - Råbylund | 12         | 6                                                         |
| 6     | Sankt Lars - Stortorget - Lund C - Östra Linero            | 14         | 8                                                         |
| 7     | Östra Torn - Lund C - Stortorget - Klostergården           | 11         | 6                                                         |

### Direktlinje
Direktlinjen går längre ut ur staden och stannar på färre hållplatser. 
| Linje | Sträckning                                     | Längd (km) | Turtäthet (antal turer/timme dagtid vardagar) |
| ----- | ---------------------------------------------- | ---------- | --------------------------------------------- |
| 21    | Lund C - Nöbbelöv -Vallkärra - Stångby station | 7          | 1-2                                           |

### Spårvagnslinje
Sedan 2020 har Lund även en spårvagnslinje kallad Lundaexpressen.
| Linje | Sträckning               | Längd (km) | Turtäthet (antal turer/timme dagtid vardagar) |
| ----- | ------------------------ | ---------- | --------------------------------------------- |
| 1     | Lund C – Brunnshög – ESS | 5,5        | 6                                             |

## Fordon
Sedan augusti 2023 drivs trafiken helt med elektriskt drivna bussar av typen MAN Lion's City E. Flottan består av 45 stycken 12-metersbussar och 12 stycken 18-meters ledbussar. Endast linje 3 som går på sträckan Nöbbelöv-Linero trafikeras med ledbussar. Bussarna är byggda helt i låggolv. Detta är första gången det förekommer ledbussar i Lunds stadstrafik. Som mest är det 40 12-metersbussar, 11 18-metersbussar samt 4 spårvagnar i trafik samtidigt i Lunds stadstrafik.
| Modell                 | Tillverkare | I tjänst   | Årsmodell | Antal                | Vagnnummer                   | Ägare                   | Bild |
| ---------------------- | ----------- | ---------- | --------- | -------------------- | ---------------------------- | ----------------------- | ---- |
| Lion's City E 12m, 18m | MAN         | 2023-nutid | 2024      | 45 st 12m, 12 st 18m | 1801-1845 12m, 1871-1882 18m | Keolis Lund (2019-2023) |      |

### Tidigare fordon
inkomplett lista av fordon har använts i Lunds stadstrafik
| Modell            | Tillverkare   | I tjänst    | Årsmodell      | Antal            | Vagnnummer          | Ägare                                       | Bild |
| ----------------- | ------------- | ----------- | -------------- | ---------------- | ------------------- | ------------------------------------------- | ---- |
| Lion's City A21   | MAN           | 2013 - 2023 | 2013 2014 2015 | 49 st 14 st 1 st | 301-349 350-363 364 | Nettbuss (2013-2019) Vy Buss AB (2019-2023) |      |
| Citaro O530 CNG   | Mercedes-Benz | 2008-2013   | 2008           | 5 st             | 231-235             | Bergkvarabuss (2008-2019)                   |      |
| Citaro O530 CNG/D | Mercedes-Benz | 2005-2013   | 2005           | 38 st 1 st (D)   | 301-338 339         | Bergkvarabuss (2005-2016)                   |      |

## Utropen
I stadsbussarna spelas sedan 1990-talet ett ljudband som ropar ut vilken hållplats bussen ska stanna på härnäst. Systemet utvecklades av företaget Trivector. Först var det en manlig röst med tydlig skånsk dialekt som läste hållplatsnamnen. När systemet gjordes om vid Arrivas övertagande bytte man ut rösten till en mer rikssvenskt talande kvinnlig röst, likt den kritiserade rösten på Öresundstågen. 2007 återinfördes en kvinnlig, skånsk röst.